# Adžići
Adžići so naselje v občini Gradiška, Bosna in Hercegovina. 

## Deli naselja
Adžići in Zrnići.

## Prebivalstvo
| Pregled števila prebivalcev po letih | Pregled števila prebivalcev po letih | Pregled števila prebivalcev po letih | Pregled števila prebivalcev po letih | Pregled števila prebivalcev po letih | Pregled števila prebivalcev po letih |
| ------------------------------------ | ------------------------------------ | ------------------------------------ | ------------------------------------ | ------------------------------------ | ------------------------------------ |
| 1948                                 | 1953                                 | 1961                                 | 1971                                 | 1981                                 | 1991                                 |
| -                                    | -                                    | -                                    | 163                                  | 98                                   | 112                                  |

| Narodna sestava prebivalstva po letih                                                                                      | Narodna sestava prebivalstva po letih                                                                                      | Narodna sestava prebivalstva po letih                                                                                      |
| --- | --- | --- |
| 1971 | 1981 | 1991 |
| . skupaj: 163 Srbi 159 (97,54 %) Hrvati 4 (2,45 %) Muslimani 0 (0,00 %) Jugoslovani 0 (0,00 %) drugi in neznano 0 (0,00 %) | . skupaj: 98 Srbi 34 (34,69 %) Hrvati 0 (0,00 %) Muslimani 0 (0,00 %) Jugoslovani 64 (65,30 %) drugi in neznano 0 (0,00 %) | . skupaj: 112 Srbi 103 (91,96 %) Hrvati 8 (7,14 %) Muslimani 0 (0,00 %) Jugoslovani 1 (0,89 %) drugi in neznano 0 (0,00 %) |